# 市川ぼたん (4代目)
四代目 市川 ぼたん（いちかわ ぼたん、2011年〈平成23年〉7月25日 - ）は、日本の舞踊家、女優。本名：堀越 麗禾（ほりこし れいか）。ブルーミングエージェンシー所属。同社への所属以降、「市川ぼたん」名義は舞踊家としての活動に限定し、それ以外の芸能活動では本名を使用することになった。

## 来歴
父は歌舞伎役者の十三代目市川團十郎、母はフリーアナウンサー・タレントの小林麻央。高祖父・七代目松本幸四郎、曾祖父・十一代目市川團十郎、祖父・十二代目市川團十郎も歌舞伎役者である。
2019年には日本舞踊市川流の名跡である市川ぼたんを叔母の市川翠扇から譲られ、同年8月3日から東京・渋谷区のシアターコクーンで行われた「市川會 三代襲名披露」にて正式に四代目市川ぼたんを襲名し、披露公演を行った。
團十郎および生前の小林のブログで、家族の私的な活動を写真付きで紹介する際には、弟・堀越勸玄（八代目市川新之助）が顔出ししているのに対し、ぼたん（麗禾）は顔を画像で隠していることが多い。
2023年4月より芸能事務所ブルーミングエージェンシーに所属。前述の方針により、同社のオフィシャルサイトでは、本名の「堀越麗禾」をメインに名跡の「市川ぼたん」を括弧書きで記している。

## 出演

### テレビドラマ
- 桶狭間 OKEHAZAMA〜織田信長〜（2021年3月26日、フジテレビ） - 帰蝶〈少女期〉 役[6]
- 二月の勝者-絶対合格の教室-（2021年10月16日 - 12月18日、日本テレビ） - 浅井紫 役[7]
- ブラックペアン シーズン2 第2話・第9話・最終話（2024年7月14日・9月8日・9月15日、TBS） - 繁野結衣 役[8][9][10]
- キャスター（2025年4月13日 - 6月15日、TBS） - 横尾すみれ 役[11]

### 舞台
- 市川會 三代襲名披露（2019年、シアターコクーン）

### 配信ドラマ
- 二月の勝者〜胸騒ぎの自習室〜（2021年11月20日配信、Hulu） - 浅井紫 役[12]

### 吹き替え
- DC がんばれ!スーパーペット（2022年） - ウィスカーズ 役[13]
- ザ・クリエイター/創造者（2023年） - アルフィー 役〈マデリン・ユナ・ヴォイルズ〉[14]※「堀越麗禾」名義

### テレビ番組
- えいごであそぼ with Orton お正月スペシャル（2018年1月2日、NHK Eテレ）[15]
- えいごであそぼ with Orton（2018年 - 2021年、NHK Eテレ）「LET'S MEET ほりこしさん!」のコーナー
- ZIP!『星星のベラベラENGLISH』（2021年10月11日・12日・14日・15日、日本テレビ）[16]
- ベストアーティスト（2021年11月17日、日本テレビ） - NEWSの『未来へ』合唱（『二月の勝者-絶対合格の教室-』主要生徒キャストと共に）[17]

### CM
- DR.C医薬「ハイドロ銀チタン®マスク」『あの人も DR.C医薬 ハイドロ銀チタンマスク（不織布ver＋こどもガーゼver）』篇（2020年11月 - ）※父・市川海老蔵、弟・勸玄と共に出演[18]
- 伊藤園「1日分の野菜」『野菜の栄養補給ドリンク!市川ぼたん・新之助』篇（2024年7月15日 - ）※市川新之助と共演[19]
- 東京都「夏のHTT兄妹 へらすの次は、つくる、ためる。」篇（2025年6月16日 - ）※チョコレートプラネットと共演[20]